# Kloster Neunwalde
Das ehemalige Kloster Neuenwalde mit dem Stiftsgebäude, Bederkesaer Straße 23, in der niedersächsischen Gemeinde Geestland, Ortsteil Neuenwalde, im Landkreis Cuxhaven, stammt aus der ersten Hälfte des 17. Jahrhunderts. Aktuell (2024) wird das Stiftsgebäude vom Evangelischen Bildungszentrum Bad Bederkesa genutzt. Die Gebäude stehen unter Denkmalschutz (siehe auch Liste der Baudenkmale in Geestland).

## Geschichte

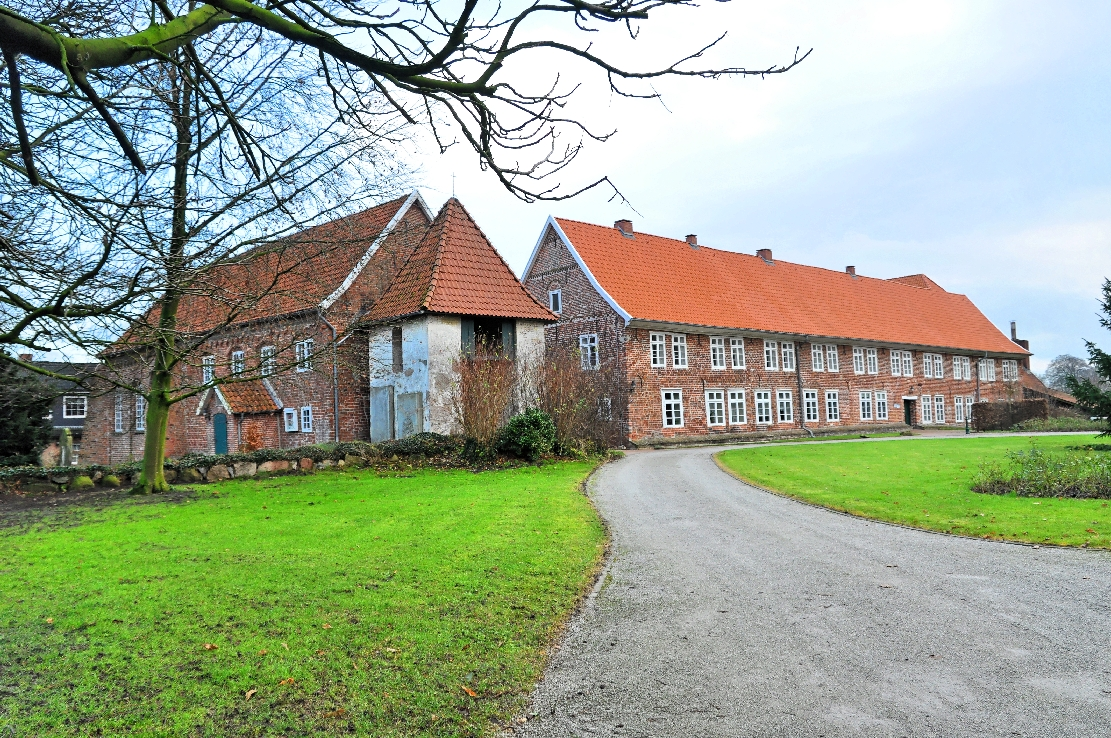
Kirche (links) und Stiftsgebäude

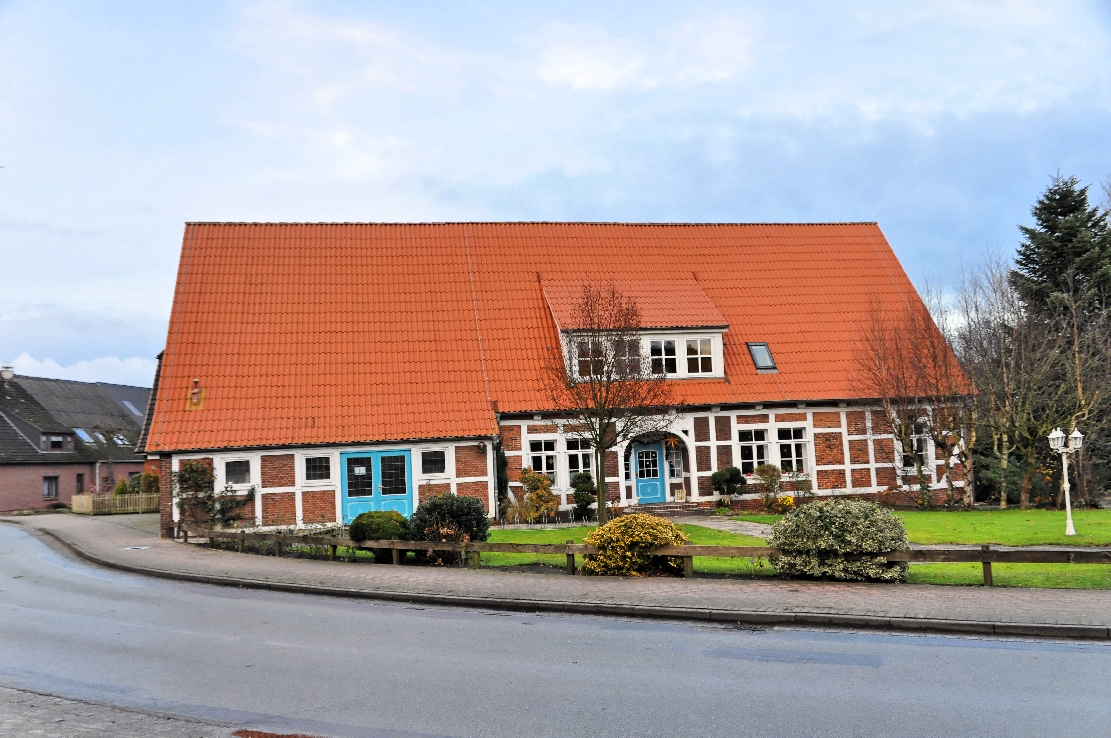
Südflügel

1219 wurde in Midlum durch die Edelherren von Diepholz der Vorläufer des Klosters Neuenwalde gegründet. Die dortigen Benediktinerinnen mussten wegen der Feindschaften mit den Bewohnern des Landes Wursten umziehen, zunächst 1282 nach Altenwalde und 1334 nach Neuenwalde. Nach der Reformation (1517) und in den Kriegswirren des Dreißigjährigen Krieges ist das Kloster abgebrannt und wurde in schwerer Zeit langsam wieder aufgebaut. 1683 erhielt die Ritterschaft des Herzogtums Bremen-Verden das Kloster von dem damaligen schwedischen Landesherrn König Karl XI., um die unverheirateten Töchter als Konventualinnen des Klosters zu versorgen.

## Beschreibung
Die Anlage um einen Hof am Ostrand des Dorfes besteht aus:
- dem zweigeschossigen zwanzigachsigen giebelständigen Stiftsgebäude des neuzeitlichen Damenstifts als Nachfolge des Klosters Neuenwalde in Backstein unter ziegelgedecktem Satteldach; der älteste Teil im Westen wurde um 1631 oder 1634 (Inschrift) unter Verwendung älterer Bauteile, errichtet.[2]
  - diverse Anbauten, darunter der zweigeschossige Südflügel von 1719 (westliche Inschriftplatte, datierter Backstein unter der Traufe) in Fachwerk mit Steinausfachungen und mit ziegelgedecktem Krüppelwalmdach,
  - eingeschossiger Schuppenanbau vom 18. Jh. an der Südseite des Südflügels in Fachwerk mit abgerundeten Balkenköpfen und Steinausfachungen, Innenwände mit Lehmstakung, sowie mit ziegelgedecktem Walmdach,[3]
- der nördlichen Heilig-Kreuz-Kirche von 1334 (siehe dort)
- und der östlich vom Hof befindlichen ehemaligen Klosterscheune Neunwalde von um 1650; 1888 umgebaut zu Wohnungen für die Priorin und eine Klosterdame; noch heute (2018) wird es von Konventualinnen bewohnt (weiteres siehe dort).[4]

Bis 2015 wurde das Kloster von einer Priorin geleitet. Seit 2014 werden Teile des Gebäudekomplexes des Klosters aufgrund eines Kooperationsvertrages vom Evangelischen Bildungszentrum Bad Bederkesa genutzt.
Das Landesdenkmalamt befand u. a.: „… aus geschichtlichen und städtebaulichen Gründen wegen des orts- und landesgeschichtlichen, gebäudetypischen, orts- und anlagenbildprägenden Zeugniswerts …“